# Sedum surculosum
Sedum surculosum är en fetbladsväxtart som beskrevs av Ernest Saint-Charles Cosson. Sedum surculosum ingår i Fetknoppssläktet som ingår i familjen fetbladsväxter. Utöver nominatformen finns också underarten S. s. luteum.